# Dunja Wolff

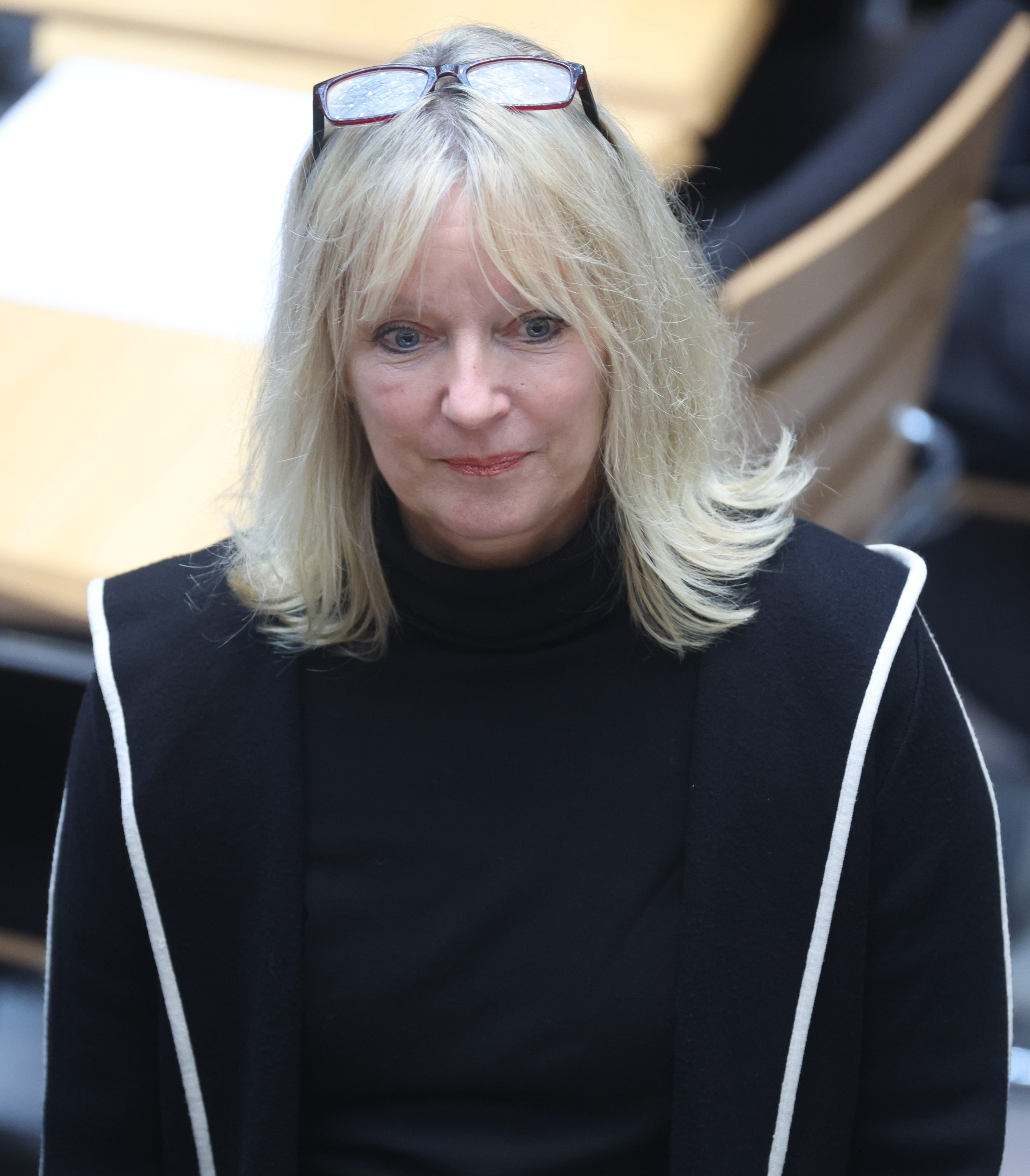
Dunja Wolff (2024)

Dunja Wolff (* 1962 als Dunja Siehl) ist eine deutsche Musicaldarstellerin, Schauspielerin und Politikerin (SPD). Sie ist seit 2021 Mitglied des Berliner Abgeordnetenhauses.

## Biografie
Dunja Wolff wuchs in Brunsbüttel auf. Sie hatte ihr erstes Engagement im NDR-Fernsehballett und trat später u. a. im Musical Cats in Hamburg auf. Als Originalbesetzung „Meg Giry“ brillierte sie in Phantom der Oper Hamburg. Ihr Können bekam gute Kritiken bis in die „New York Times“. Ihre Begabung zeigte sich zunehmend in der Arbeit „hinter der Bühne“. So war sie Resident Director im Capitol-Theater Düsseldorf für das Musical Grease. Außerdem übernahm sie die Künstlerische Leitung des Colosseum Theater in Essen für die Premiere von Joseph and the Amazing Technicolor Dreamcoat. Als Choreografin und Staging Supervisor war sie von 1994 bis 2012 für die Konzerttouren von Howard Carpendale verantwortlich. Zwischenzeitlich nahm sie sich eine Auszeit von der Theaterbühne und leitete Textilfachgeschäfte in Portugal und Spanien. Zurück in Deutschland war sie als Stage Supervisor für Matthias Reim und Jennifer Rush unterwegs. Mit Geburt ihrer Zwillinge übernahm sie viele ehrenamtliche Projekte. Das eröffnete den Weg in die Politik.

## Politik
Dunja Wolff gehörte für ihre Partei der Bezirksverordnetenversammlung des Bezirks Treptow-Köpenick an. Sie erhielt 2021 im Wahlkreis Treptow-Köpenick 6 ein Mandat im Abgeordnetenhaus. Bei der Wiederholungswahl 2023 konnte sie ihren Sitz im Abgeordnetenhaus verteidigen.